# Nitridy
Nitridy jsou binární sloučeniny kovů s dusíkem, kde dusík má oxidační číslo −3, tedy chemický zápis pro nitridy je N3−. Iontu nitridů byl přisouzen poloměr 146 pm. Nitridový ion je vynikajícím ligandem zvláště vůči přechodným kovům druhé a třetí řady. Je považován za nejsilnější pí-donor elektronů (druhým nejsilnějším je izoelektronový ion O2−).

## Klasifikace
Nitridy se často dělí na čtyři skupiny: iontové, kovalentní, diamantového typu a kovové (intersticiální).

### Iontové nitridy
Příkladem iontových nitridů jsou sloučeniny Li3N (teplota tání 538 °C za rozkladu) a M3N2, kde M je Be, Mg, Ca, Sr, Ba. Vzorce těchto sloučenin lze dobře zapsat pomocí částice N3−, ačkoliv je nepravděpodobné, zvláště u sloučenin 11. a 12. skupiny periodické tabulky, že by separace náboje byla úplná. Stálost nitridů je značně rozdílná: např. Be3N2 taje při 2 200 °C, zatímco Mg3N2 se rozkládá ohřevem nad 271 °C. Existence Na3N je pochybná a těžší alkalické kovy, snad ze sférických důvodů, netvoří analogické sloučeniny.

### Kovalentní nitridy
Příkladem jsou BN, (CN)2, P3N5, S4N4. Zvláštní skupinou jsou nitridy prvků 13. skupiny o složení MN, kde M je B, Al, Ga, In a Tl, protože jsou izoelektronové s grafitem, diamantem, SiC. atd., ke kterým mají i strukturní vztah. Jejich fyzikální vlastnosti svědčí o tom, že s rostoucím atomovým číslem dochází k postupnému přechodu vazby kovalentní přes částečně iontovou až k čistě kovové. Vlastnosti kovalentních nitridů se značně mění, podle toho s jakým kovem se dusík sloučil.

### Kovové nitridy
Nejrozsáhlejší skupinou nitridů jsou kovové nitridy obecného vzorce MN, M2N a M4N, ve kterých atomy N obsazují některé nebo všechny intersticiální polohy v kubické nebo těsně hexagonálně uspořádané kovové mřížce. Tyto sloučeniny jsou často neprůsvitné, velmi tvrdé, chemicky inertní, žáruvzdorné materiály s kovovým leskem a vodivostí. Pozoruhodná je jejich podobnost s boridy a karbidy. Typické teploty tání nitridů jsou kolem 2000 °C. Tvrdost podle Mohsovy stupnice je často vyšší než 8 a někdy se blíží 10 (diamant).

## Příprava
K přípravě nitridů slouží dvě hlavní metody: přímá reakce kovů s dusíkem N2 nebo amoniakem NH3 (často při vysokých teplotách)
3 Ca + N2 → Ca3N2
3 Mg + 2 NH3 → Mg3N2 + 3 H2 (při teplotě 900 °C)
a termický rozklad kovových amidů
3 Zn(NH2)2 → Zn3N2 + 4 NH3.
Obvyklou obměnou těchto reakcí je redukce oxidu nebo halogenidu kovu v přítomnosti dusíku N2 a tvorba kovového amidu jako meziproduktu v reakcích s kapalným amoniakem NH3:
Al2O3 + 3 C + N2 → 2 AlN + 3 CO
2 ZrCl4 + N2 + 4 H2 → 2 ZrN + 8 HCl
3 Ca + 6 NH3 → {3 Ca(NH2)2} → Ca3N2 + 4 NH3
Kovové nitridy byly také připraveny srážením přídavkem KNH2 k roztokům vhodné kovové soli v kapalném amoniaku: např. Cu3N, Hg3N2, AlN, Tl3N a BiN.

## Reaktivita
Chemických reakcí nitridů bylo studováno jen málo; nejcharakterističtější (často extrémně pomalá, jindy však rychlá) je jejich hydrolýza, kterou se uvolňuje amoniak nebo dusík:
2 AlN + (n+3) H2O → Al2O3·nH2O + 2 NH3
2 VN + 3 H2SO4 → V2(SO4)3 + N2 + 3H2

## Využití
Vysoká tvrdost nitridů je předurčuje pro použití v podobě kelímků, vysokoreakčních nádob, pouzder termoelektrických článků apod.
Několik kovových nitridů bylo také použito také jako heterogenní katalyzátory. Jedná se zejména o nitridy železa sloužící při Fisherově-Tropschově hydrogenaci karbonylů.